# Malooleksandrivka, Verhnodniprovsk
Malooleksandrivka (în ucraineană Малоолександрівка) este localitatea de reședință a comunei Malooleksandrivka din raionul Verhnodniprovsk, regiunea Dnipropetrovsk, Ucraina.

## Demografie
Componența lingvistică a localității Malooleksandrivka
     Ucraineană (91,99%)
     Rusă (7,18%)
     Alte limbi (0,28%)
Conform recensământului din 2001, majoritatea populației localității Malooleksandrivka era vorbitoare de ucraineană (91,99%), existând în minoritate și vorbitori de rusă (7,18%).